# Zamarada erna
Zamarada erna là một loài bướm đêm trong họ Geometridae.